# Forat (física)

Quan un electró abandona un àtom d'heli, deixa un buit d'electró al seu lloc. Això fa que l'àtom d'heli quedi carregat positivament

En física de l'estat sòlid, un forat és l'absència d'un electró a la banda de valència, que sense la presència del forat seria plena.
Una banda de valència plena o gairebé plena és una de les característiques que presenten els aïllants i els semiconductors. El concepte de forat és una manera d'analitzar el moviment dels electrons considerant l'absència d'un electró com una quasipartícula amb càrrega positiva igual a +e. Aquest concepte de forat és diferent del de positró, que seria la partícula d'antimatèria complementària a l'electró.
Els forats s'originen a causa de la interacció entre els electrons i l'estructura cristal·lina d'alguns materials. Com en el cas de les altres partícules, els electrons també presenten un comportament ondulatori. La longitud d'ona corresponent és de l'ordre de magnitud de la separació entre els àtoms que formen el cristall i disminueix quan augmenta l'energia de l'electró.
Els electrons situats a la part baixa de la banda tenen una energia feble i una longitud d'ona associada gran, en comparació a la distància que hi ha entre els àtoms. La seva interacció amb la xarxa cristal·lina també és feble i es comporten gairebé com electrons lliures. Els electrons situats a la part superior de la banda tenen una energia més gran, una longitud d'ona associada més feble i una interacció amb la xarxa cristal·lina més gran. Cada vegada que un electró passa a prop d'un àtom, experimenta un retard de fase que comporta una disminució de la seva velocitat que més important com és a prop sigui l'electró de la part superior de la banda.
Així doncs, els electrons de la part baixa de la banda es comporten com a partícules gairebé lliures i la seva velocitat augmenta quan augmenta la seva energia, i gairebé tota l'energia és energia cinètica. Per contra, quan augmenta l'energia d'un electró proper a la part superior de la banda, la seva velocitat disminueix. Per exemple, si apliquem un camp elèctric que hauria d'augmentar la velocitat cap a la dreta d'un electró lliure (situat a la part baixa de la banda), aquest mateix camp disminuiria la velocitat d'un altre electró situat a la part alta de la banda. Això equivaldria a accelerar cap a la dreta una partícula lliure de càrrega positiva. Per això, en comptes de treballar amb electrons que tenen un comportament estrany es prefereix treballar amb partícules imaginàries que tenen el comportament habitual d'una partícula lliure: aquest és el concepte de forat.